# 首都师范大学出版社
首都师范大学出版社是隶属于首都师范大学的一家高等师范院校出版社。

## 历史
该出版社成立于1985年2月13日，位于北京市。主要出版的书类是学术专著和教育图书。